# Agnès Rotger
Agnès Rotger y Dunyó (Badalona, 1973) es una periodista, editora y escritora española, actualmente regidora delegada de Servicios Sociales y del Distrito 5 del Ayuntamiento de Badalona.

## Biografía
Estudió Periodismo en la Universidad Autónoma de Barcelona y tiene un posgrado en Edición. Ha colaborado en varias medios de comunicación y revistas como por ejemplo, Sàpiens, Descubrir Cataluña, El Temps, Enderrock o Altaïr. También ha trabajado como editora dirigiendo las editoriales Pórtico, esta cuando todavía estaba embarazada de su primer hijo, y Mina. Fue una de las fundadoras de la cooperativa de trabajo asociado Critèria, que dio después al Grupo Cultura 03. Ha compaginado sus colaboraciones periodísticas con encargos como editora externa, y también ha apoyado a varias entidades sociales y culturales, como Òmnium Cultural.
Como escritora ha escrito tres libros prácticos para adultos y dos para niños. El año 2010 escribió su primera novela El secreto de mi turbante con la afgana Nadia Ghulam, con la que hacía tiempo había trabado amistad. El libro es un relato biográfico la supervivencia en el Kabul de los talibanes repasando la niñez y adolescencia Ghulam en la Afganistán. Con esta obra, las autoras ganaron el 43è Premio Prudenci Bertrana.
A las elecciones municipales de Badalona fue a las listas de Esquerra Republicana de Cataluña en el número 3 y resultó elegida regidora Con la entrada de Esquerra en el gobierno de la ciudad con Ganemos Badalona en común, Rotger fue nombrada regidora delegada de Servicios Sociales y del Distrito 5, que incluye los barrios del Gorg, Mora, el Congreso, Can Claris y el Arrabal.

## Obras
- Vull adoptar (2002). Barcelona: Ara llibres.
- Viatjar amb nens (2004). Barcelona: Ara llibres.
- Ja sóc mare (2004). Barcelona: Ara llibres. Coautora con Lara Toro Lienas.
- El secret del meu turbant (2010). Barcelona: Columna. Coautora con Nadia Ghulam.
- Joan Ventosa i Roig. Impulsor del cooperativisme, de Catalunya a Mèxic (2012). Valls: Cossetània.